# Sonómetro

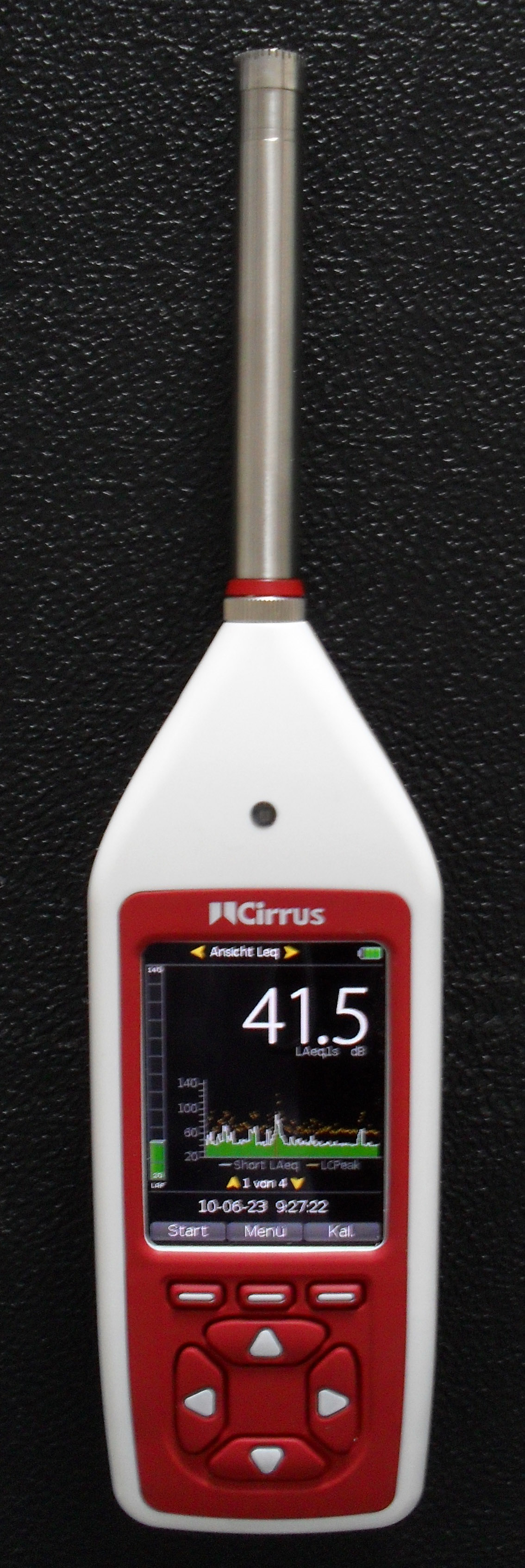

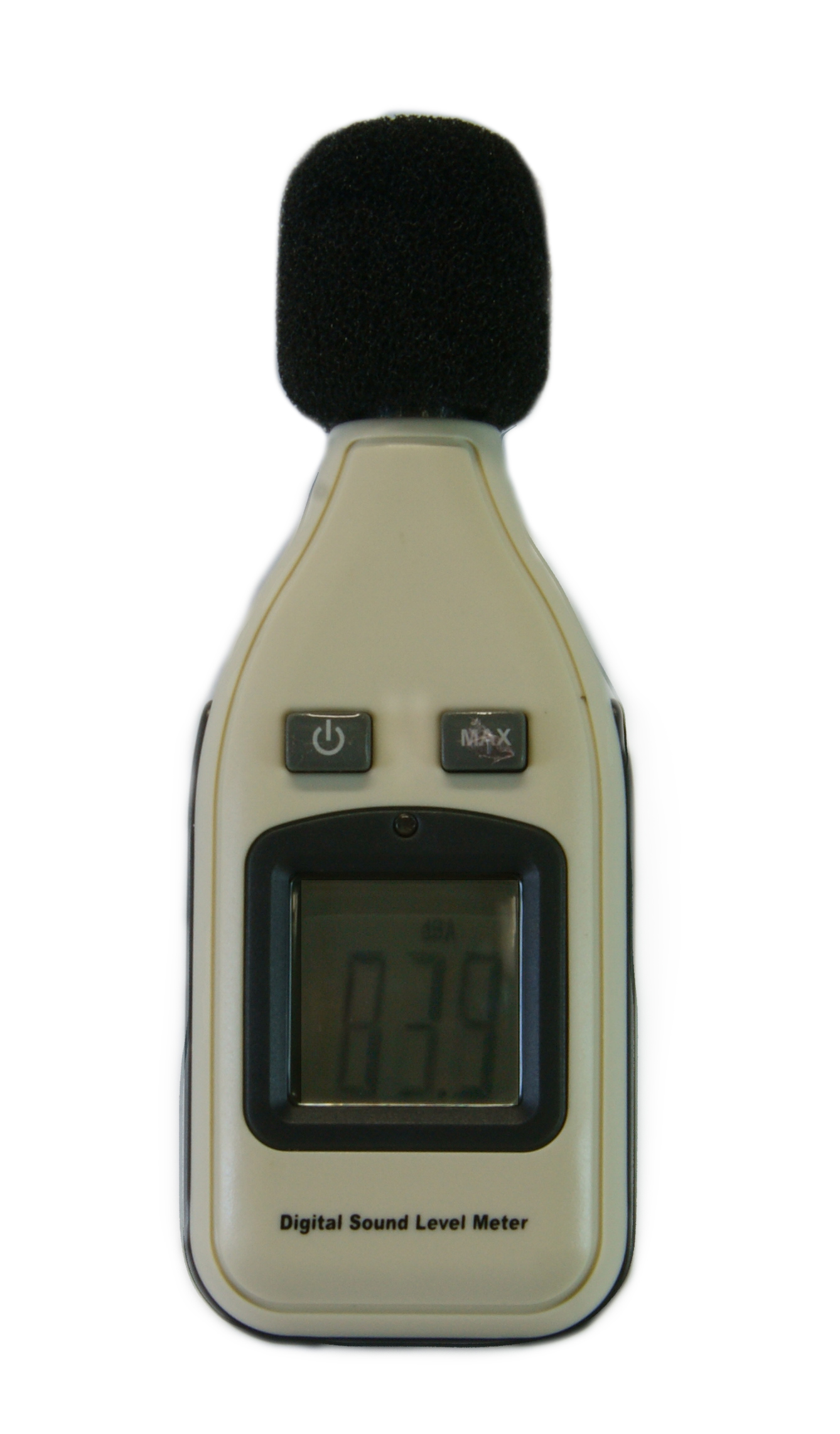

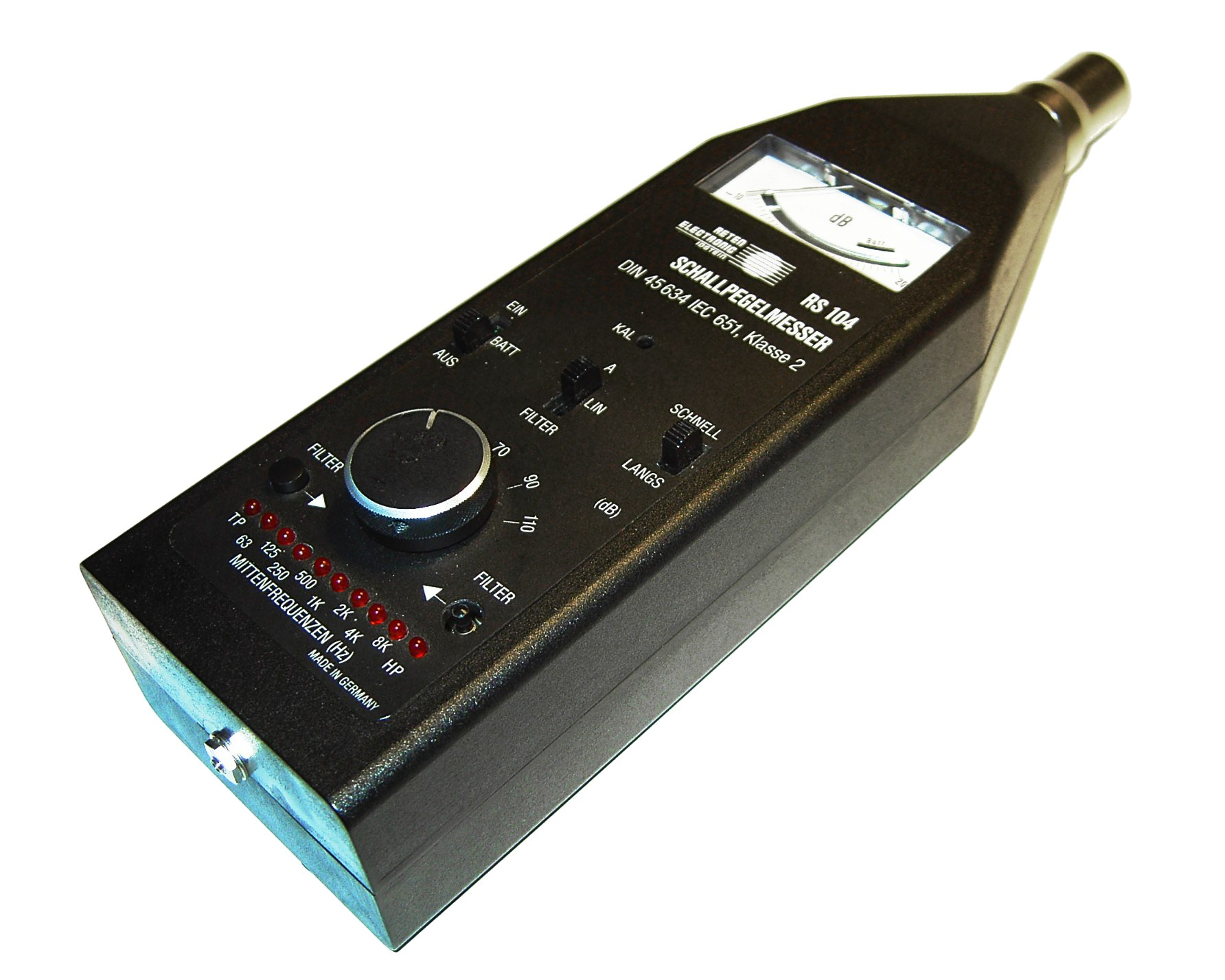

El sonómetro es un instrumento de medida que sirve para medir niveles de presión sonora (de los que depende). En concreto, el sonómetro mide el nivel de  ruido que existe en determinado lugar y en un momento dado. La unidad con la que trabaja el sonómetro es el decibelio. Si no se usan curvas (sonómetro integrador), se entiende que son ({\displaystyle dB_{SPL}}).
Cuando el sonómetro se utiliza para medir lo que se conoce como contaminación acústica (ruido molesto de un determinado paisaje sonoro) hay que tener en cuenta qué es lo que se va a medir, pues el ruido puede tener multitud de causas y proceder de fuentes muy diferentes. Para hacer frente a esta gran variedad de ruido ambiental (continuo, impulsivo, etc.) se han creado sonómetros específicos que permitan hacer las mediciones de ruido pertinentes.
En los sonómetros la medición puede ser manual, o bien, estar programada de antemano. En cuanto al tiempo entre las tomas de nivel cuando el sonómetro está programado, depende del propio modelo. Algunos sonómetros permiten un almacenamiento automático que va desde un segundo, o menos, hasta las 24 horas. Además, hay sonómetros que permiten programar el inicio y el final de las mediciones con antelación.
La norma CEI 60651 y la norma CEI 60804, emitidas por la CEI (Comisión Electrotécnica Internacional), establecen las normas que han de seguir los fabricantes de sonómetros. Se intenta que todas las marcas y modelos ofrezcan una misma medición ante un sonido dado. La CEI también se conoce por sus siglas en inglés: IEC (International Electrotechnical Commission), por lo que las normas aducidas también se conocen con esta nomenclatura: IEC 60651 (1979) y la IEC 60804 (1985). A partir del año 2003, la norma IEC 61.672 unifica ambas normas en una sola.
- Sonómetro de clase 0: se utiliza en laboratorios para obtener niveles de referencia.
- Sonómetro de clase 1: permite el trabajo de campo con precisión.
- Sonómetro de clase 2: permite realizar mediciones generales en los trabajos de campo.
- Sonómetro de clase 3: es el menos preciso y sólo permite realizar mediciones aproximadas, por lo que sólo se utiliza para realizar reconocimientos.

La norma IEC 61.672 elimina las clases 0 y 3, restando exclusivamente las clases 1 y 2.
Sea del tipo que sea, básicamente, el sonómetro siempre está formado por:
- Un micrófono con una respuesta en frecuencia similar a la de las audiofrecuencias, generalmente, entre 8 Hz y 22 kHz.
- Un circuito que procesa electrónicamente la señal.
- Una unidad de lectura (vúmetro, led, pantalla digital, etc.).
- Muchos sonómetros cuentan con una salida (un conector jack, por lo general, situado en el lateral), que permite conectarlo con un osciloscopio, con lo que la medición de la presión sonora se complementa con la visualización de la forma de la onda.

La circuitería electrónica permite al sonómetro realizar diversas funciones. Por ejemplo:
- Los sonómetros suelen disponer de un interruptor etiquetado como Range (rango) que permite elegir un rango dinámico de amplitudes específico, para conseguir una buena relación señal-ruido en la lectura. Por ejemplo, puede haber tres posiciones: 20-80 dB, 50-110 dB o 80-140 dB. De estos intervalos, el más usado es el segundo que va desde el nivel de confort acústico hasta el umbral de dolor. El tercer tipo es el que se utiliza para medir situaciones de contaminación acústica muy degradada. Los sonómetros más modernos y de mejor calidad tienen rangos tan elevados, por ejemplo, 20-140 dB, que se asegura una medida correcta en la mayoría de las ocasiones.

- En los llamados sonómetros integradores, el interruptor etiquetado como Weighting permite seleccionar la curva de ponderación que va a ser usada:

- curva A ({\displaystyle dB_{A}}). Mide la respuesta del oído, ante un sonido de intensidad baja. Es la más semejante a la percepción logarítmica del oído humano, aunque los estudios de psicoacústica modernos cuestionan esta afirmación. Se utiliza para establecer el nivel de contaminación acústica y el riesgo que sufre el hombre al ser expuesto a la misma. Por ello, es la curva que se utiliza a la hora de legislar
- curva B ({\displaystyle dB_{B}}). Su función era medir la respuesta del oído ante intensidades para  intensidades medias. Como no tiene demasiadas aplicaciones prácticas es una de las menos utilizadas. Muchos sonómetros no la contemplan
- curva C ({\displaystyle dB_{C}}). Mide la respuesta del oído ante sonidos de gran intensidad. Es tanto, o más empleada que la curva A a la hora de medir los niveles de contaminación acústica. También se utiliza para medir los sonidos más graves
- curva D ({\displaystyle dB_{D}}). Se utiliza, casi exclusivamente, para estudiar el nivel de ruido generado por los aviones
- curva U({\displaystyle dB_{U}}). Es la curva de más reciente creación y se utiliza para medir ultrasonidos, no audibles por los seres humanos.

- De igual modo que se permite realizar ponderación en frecuencia, la circuitería electrónica también permite hacer una ponderación en el tiempo (velocidad con que son tomadas las muestras). Existen cuatro posiciones normalizadas:

- Lento (slow, S): valor (promedio) eficaz de aproximadamente un segundo.
- Rápido (fast, F): valor (promedio) eficaz por 125 milisegundos. Son más efectivos ante las fluctuaciones.
- Por Impulso (impulse, I): valor (promedio) eficaz 35 milisegundos. Mide la respuesta del oído humano ante sonidos de corta duración.
- Por Pico (Peak, P): valor de pico. Muy similar al anterior, pero el intervalo es mucho más corto entre los 50 y los 100 microsegundos. Este valor sirve para evaluar el riesgo de daños en el oído, ante un impulso muy corto pero muy intenso.

Como cualquier otro instrumento, el sonómetro cuenta con una gran gama de accesorios (además de los que les posibilita su propia electrónica):
- Calibradores acústicos portátiles. Para ajustar los sonómetros se utilizan los calibradores acústicos, aparato que genera un sonido estable a una determinada frecuencia. Se sabe el nivel que debe producir el sonómetro tras la medición, por lo que para ajustar el sonómetro se hace la medición y, si todo está correcto, el nivel ofrecido por el sonómetro será el mismo que se tenía de antemano.
- Trípodes
- Pantallas antiviento
- Extensores
- Fuentes de alimentación
- Maletas de transporte
- Filtros:  deben cumplir con la norma EN 61260/ IEC 1260 (1995)

Otro instrumento de medida del sonido, derivado del sonómetro, es el dosímetro que ofrece el nivel de presión acústica (tarea que realiza el sonómetro), en función del tiempo de exposición. El dosímetro se utiliza para evaluar los riesgos de exposición a sonidos intensos expresado como porcentajes de tiempos máximas permitidas en las 8 h de jornada laboral.